# Jan Bobrovský
Jan Bobrovský, né le 29 mars 1945, à Rosice, en Tchécoslovaquie, est un ancien joueur et entraîneur tchèque de basket-ball. Il évolue durant sa carrière au poste d'ailier.

## Palmarès
Joueur
- Finaliste du championnat d'Europe 1967
- 3e du championnat d'Europe 1969

Entraîneur
- Finaliste du championnat d'Europe féminin 2003
- Champion d'Europe féminin 2005